# Jakobwüllesheim
Jakobwüllesheim ist ein Ortsteil der Gemeinde Vettweiß im Kreis Düren, Nordrhein-Westfalen.

## Geographie
Jakobwüllesheim liegt im Norden des Vettweißer Gemeindegebietes in der Zülpicher Börde. Der Ort grenzt im Norden an die Ortschaften Bubenheim und Rommelsheim die zur Gemeinde Nörvenich gehören. Im Osten grenzt Jakobwüllesheim an die Ortschaft Kelz und im Süden an den Zentralort Vettweiß. Entlang der L327 grenzt Jakobwüllesheim im Westen an die Ortschaft Stockheim (Gemeinde Kreuzau). Zwischen Stockheim und Jakobwüllesheim fließt der Ellebach.
Die Landschaft war früher durch Sumpfflächen geprägt, die in der zweiten Hälfte des 20. Jahrhunderts trockengelegt wurden und somit landwirtschaftlich nutzbar wurden. So gab es zum Beispiel westlich von Jakobwüllesheim ein großes Maar, das mit Dränagen trockengelegt wurden. Heute erinnert daran noch der Bendengraben, der westlich von Jakobwüllesheim als Entwässerungsgraben angelegt ist und unterirdisch unter dem nach ihm benannten Bendenweg Richtung Osten verläuft. Dort mündet er in den Hühnerbach, der zwischen Jakobwüllesheim und Kelz verläuft.

## Geschichte
Die Endung des Ortsnamens (-heim) lässt auf eine erste Besiedlung durch die Franken schließen. Erstmals erwähnt wird der Ort im Jahre 931, als Erzbischof Wichfrid aus Köln dem dortigen Ursula-Stift Güter in Wulesheim schenkte. 1174 ist bereits von einer Kapelle in Villa St. Jacobi die Rede. Dieser Name wurde dem Ortsnamen dann hinzugefügt, um ihn von Frauwüllesheim zu unterscheiden. 1342 taucht der Name als sent Jacobs Wilwisheim auf.
1932 kommt Jakobwüllesheim von der Bürgermeisterei Drove zum Amt Vettweiß.
Am 1. Juli 1969 wurde Jakobwüllesheim nach Vettweiß eingemeindet.
Der gesamte Ort ist stark durch Landwirtschaft geprägt.

## Kirche

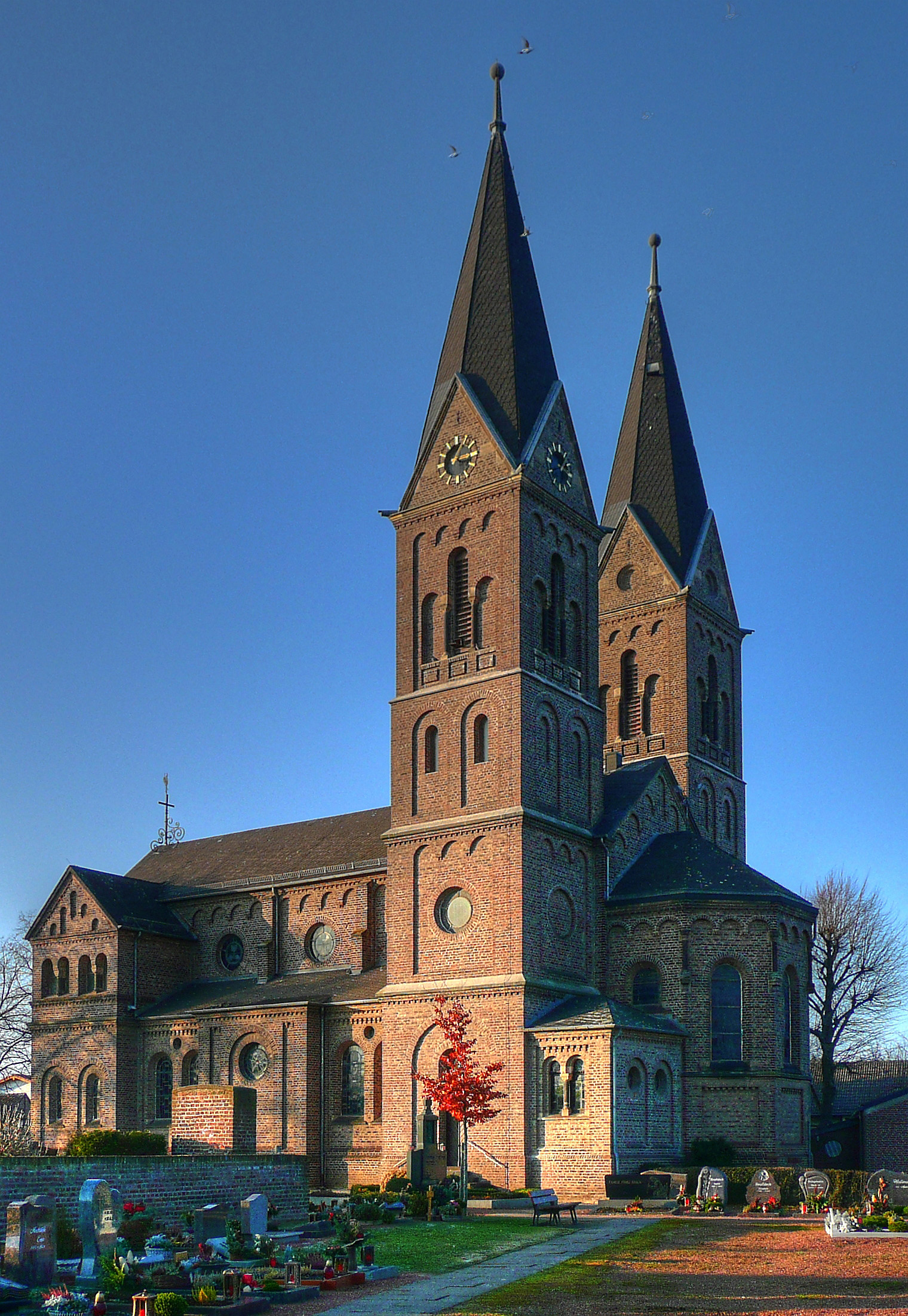
Katholische Pfarrkirche St. Jakobus in Jakobwüllesheim

Die Pfarrkirche St. Jakobus wurde 1893/1894 vom Kölner Regierungsbaumeister Heinrich Krings im neoromanischen Stil erbaut. Weithin sichtbar sind die beiden Kirchtürme mit der beleuchteten Kirchturmuhr. Bekannt ist die Kirche auch als Bausatz-Modell eines Modellbahnzubehör-Herstellers, das als eine der wenigen zweitürmigen Modellkirchen auf vielen H0-Modelleisenbahnanlagen zu finden sein dürfte.

## Infrastruktur

### Gewerbe
Das ehemalige Bauerndorf ist heute Wohnstätte für die benachbarten Industrieregionen geworden. Landwirtschaft wird, außer Gemüseanbau, kaum noch betrieben. Einige kleine Gewerbebetriebe befinden sich im Ort.

### Verkehr
Im Ort treffen sich zwei überörtliche Straßen, die Landesstraße 327, welche von Stockheim nach Rommelsheim führt, und die Kreisstraße 33. Die Busse der Rurtalbus binden den Ort an den öffentlichen Personennahverkehr an.
Es gibt seit 1955 einen Haltepunkt an der im Tourismusverkehr betriebenen Bördebahn. Er liegt etwas außerhalb der Ortschaft. Dieser Haltepunkt hatte einige hundert Meter weiter in Richtung Vettweiß den Posten 6. Er diente zur Sicherung des dortigen beschrankten Bahnübergangs durch anwesendes Personal. Der Haltepunkt wurde 2013 im Zusammenhang mit dem Haltepunkt im Ort Nemmenich wieder instand gesetzt. Seit dem 15. Dezember 2019 verkehren mit der RB 28 wieder täglich Personenzüge auf der Bördebahn.
| Linie | Linienverlauf | Takt   |
| ----- | --- | ------ |
| RB 28 | Eifel-Bördebahn: Euskirchen – Nemmenich – Zülpich – Vettweiß – Vettweiß-Jakobwüllesheim – Nörvenich-Rommelsheim – Nörvenich-Binsfeld – Düren Stand: Fahrplanwechsel Dezember 2022 | 60 min |

Im Busverkehr wird der Ort von Rurtalbus mit den AVV-Linien 292 und 298 bedient. Bis zum 31. Dezember 2019 wurde der Busverkehr vom BVR Busverkehr Rheinland erbracht.
| Linie | Verlauf |
| ----- | --- |
| 292   | Kreuzau Bf – Niederau Am Sandberg – Stockheim (– Jakobwüllesheim – Vettweiß) |
| 298   | Düren Bf/ZOB – StadtCenter – Gneisenaustraße – Binsfeld – Rommelsheim – Bubenheim – Jakobwüllesheim – Vettweiß – Froitzheim – (Ginnick ← Embken ← Juntersdorf ←) Füssenich – Geich – Zülpich Post – (Zülpich Bf –) Zülpich Frankengraben – (Adenauerpl./Schulzentr. –) (Nemmenich –) Ülpenich – (Enzen –) Dürscheven – Elsig – Euenheim – Euskirchen Berufskolleg – Euskirchen Bf |

## Vereine, Vereinigungen
Obwohl es sich nur um einen kleinen Ort handelt, gibt es eine Vielzahl von Vereinen, teilweise mit überörtlicher Bedeutung. Es gibt unter anderem
- die Interessengemeinschaft der Jakobwüllesheimer Ortsvereine e. V.,
- der Förderverein der Freiwilligen Feuerwehr Vettweiß Löschgruppe Jakobwüllesheim,
- der Förderverein des Johanniter Kindergarten Jakobwüllesheim,
- die Karnevalsgesellschaft „Löstige Jonge“ Jakobwüllesheim e. V.,[3]
- die St. Jakobus Schützenbruderschaft e. V.,[4]
- den Musikverein „Concordia“,
- die Gruppe „Senioren Aktiv“,
- die Gruppe „Boule“,
- das KulturForum Europa e. V.[5]

Ehemalige Vereine sind unter anderem:
- den Tennisverein Jakobwüllesheim,
- den Kegelclub „Hacke Dicht“,
- das Tambourcorps „Frei Weg“,
- den Motorsportclub Jakobwüllesheim,
- den Eishockeyfanclub „Fanatics Blau-Weiß“

## Persönlichkeiten
- Martin Rehmann (* 1983), deutscher Koch, in Jakobwüllesheim aufgewachsen
- Hubert Salentin, dem seine Tochter Vera Splinter mit ihrem Buch „Einmal Vesuv und zurück“ ein Denkmal gesetzt hat[6]

## Sonstiges
Wie im Rheinland oftmals üblich, haben die Jakobwüllesheimer einen Eigennamen. Sie werden als Ochsen bezeichnet. Das mag daher rühren, dass früher die schweren Zuckerrübenwagen von Ochsen gezogen wurden.
Im Ort gibt es einen Kindergarten.